# Crodoberto de Tours
Crodeberto fue arzobispo de la Arquidiócesis de Tours desde el año 653 d. C. hasta el año 674 d. C. Muy poco se sabe de su vida y de su obra. Se desconoce datos biográficos de nacimiento y muerte. Audoino de Rouen le envía una copia de su obra Vita Eligu para que la corrija; por el tono de la carta que la acompaña se deduce que Crodeberto era un amigo íntimo tanto de él como de Eligio de Noyon. El único testimonio escrito de Crodeberto es una carta escrita a la abadesa Boba, en la que ofrece treinta y un citas bíblicas en relación con el problema de una monja adúltera, señal de su notable conocimiento de la Escritura. Lamentablemente no se tiene acceso a ella.
Hay otro testimonio de su vida y muy notable acontecimiento sobre la “decisione di Crodeberto, Arcivescovo di Tours, nel settimo Secolo, il quale stabilisce la necesita d’amare Iddio sopra ogn’altra cosa per essere giustificati”, recordado por dos autores del siglo XVIII. La historia dice que “essendo consultato all’ occasione di una donna caduta in peccato, raccomanda prima di ogni cosa di prender per regola, riguardo a lei, ció che detto é della femmina peccatrice: che molti peccati a lei furon rimessi, perche ella molto amó: e conchiude da questo passo del Vangelo, que per giudicar fanamente della Penitenza, bisogna fare una particolare ovservazione alla forza della compazione, del timor, di ricadere nel peccato, e dall’ Amor di Dio prodotto con tutto il desiderio del cuore”. Los pecados, contaba el Obispo de Tours, “sono paragonati alla paglia, al fieno, o alla legna, le quali sono materie infiammabili, Coll’ abbondanza del fuoco dell’ Amor divino possono essere consumatise; e fi puo far succedere in loro vece le virtú cristiane, paragona all’ oro, all’ argento, e alle pietre preziose”. 
Por tanto, la conversión y la curación del alma consiste propiamente en cambiar el amor. Es necesario, añade Crodeberto, “che l’amore del peccato sia cacciato da un nuovo amore, da un amore sommo di Dio; fa d’uopo che il peccatore muoia all’inclinazione verso quel’a cosa che ha per l’avanti amato, il che non potra fare se non incominciando ad amare cio che non amava in prima; fa d’uopo che l’uomo interiore sia rinnuovato, che il corpo del peccato resti distrutto, che piu del peccato non siamo schiavi, che essendo morti al mondo presente e crocifissi con Gesu Cristo, il peccato non regni piu nel nostro corpo mortale, ma che in luogo di esso il regno del Salvatore, che non e altro che il regno del di lui amore, si stabilisca in noi per mezza de la sua grazia” y después citando a San Pablo y a San Agustín concluye su reflexión.
Se desconoce el lugar y la fecha de su muerte.